# Frank Borzage
Frank Borzage (ur. 23 kwietnia 1893 w Salt Lake City – zm. 19 czerwca 1962 w Los Angeles) – amerykański reżyser i producent filmowy, a także aktor.

## Osiągnięcia
Laureat dwóch Oscarów dla najlepszego reżysera, które otrzymał w 1929 za film Siódme niebo (1927) i w 1932 za film Zła dziewczyna (1931). W 1929 był pierwszym reżyserem, który zdobył Oscara (nagrodę otrzymał wtedy także reżyser Lewis Milestone). W ciągu całej niemal 50-letniej kariery Borzage nakręcił ponad 100 filmów (m.in. The Big Fisherman w 1959), a jako aktor wystąpił w 113 produkcjach krótko- i pełnometrażowych. Zmarł na raka w wieku 69 lat.

## Wybrana filmografia

### reżyser

#### krótkometrażowe
- 1913: The Mystery of Yellow Aster Mine
- 1915: The Pitch o' Chance (czas: 25')
- 1916: Life's Harmony; The Silken Spider; The Code of Honor; Two Bits; A Flickering Light; Unlucky Luke; Jack; The Pilgrim (28'); The Demon of Fear; The Quicksands of Deceit; Nugget Jim's Pardner (23'); That Gal of Burke's; The Courtin' of Calliope Clew; Nell Dale's Men Folks; The Forgotten Prayer; Matchin' Jim.

#### pełnometrażowe
- 1916: Land o' Lizards; Immediate Lee; The Pride and the Man; Dollars of Dross
- 1917: Flying Colors; Until They Get Me (czas: 58')
- 1918: The Gun Woman (50'); The Curse of Iku; The Shoes That Danced; Innocent's Progress; Society for Sale (60'); An Honest Man; Who Is to Blame?; The Ghost Flower; The Atom (50')
- 1919: Toton the Apache (60'); Whom the Gods Would Destroy (70'); Prudence on Broadway
- 1920: Humoresque (60')
- 1921: The Duke of Chimney Butte (50'); Get-Rich-Quick Wallingford (70')
- 1922: Back Pay (70'); Billy Jim (51'); The Good Provider (80'); The Valley of Silent Men (70'); The Pride of Palomar (80')
- 1923: The Nth Commandment (80'); Children of Dust (melodramat); The Age of Desire (dramat)
- 1924: Secrets (108')
- 1925: The Lady (96'); Daddy's Gone A-Hunting (60'); The Circle (71'); Lazybones (85'); Wages for Wives (70')
- 1926: The First Year (75'); The Dixie Merchant (dramat); Early to Wed (komedia); Marriage License? (80')
- 1927: Siódme niebo (110')
- 1928: Anioł ulicy (102'); The River (84')
- 1929: Lucky Star (100'); They Had to See Paris (95')
- 1930: Song o' My Heart (85'); Liliom (94')
- 1931: Doctors' Wives (80'); Young as You Feel (78'); Zła dziewczyna (90')
- 1932: After Tomorrow (79'); Młoda Ameryka (70'); Pożegnanie z bronią (80')
- 1933: Tajemnice (90'); Jak w siódmym niebie (75')
- 1934: No Greater Glory (74'); Co teraz, mały człowieku? (98'); Promenada miłości (97')
- 1935: Living on Velvet (80'); Stranded (72'); Shipmates Forever (109')
- 1936: Pokusa (95'); Hearts Divided (87')
- 1937: Zielony sygnał (85'); Historia jednej nocy (97'); Życie ulicy (80'); Modelka (95')
- 1938: Trzej towarzysze (98'); Chwila pokusy (76')
- 1939: Disputed Passage (87')
- 1940: I Take This Woman (98'); Strange Cargo (113'); Śmiertelna zawierucha (100'); Flight Command (116')
- 1941: Billy Kid (94'); Smilin' Through (100')
- 1942: The Vanishing Virginian (97'); Seven Sweethearts (98')
- 1943: Stage Door Canteen (132'); Siostra lokaja (87')
- 1944: Till We Meet Again (88')
- 1945: The Spanish Main (100')
- 1946: Magnificent Doll (90'); I've Always Loved You (117')
- 1947: That's My Man (99')
- 1948: Moonrise (90')
- 1958: China Doll (99')
- 1959: The Big Fisherman (180')
- 1961: Antinea, l'amante della città sepolta (105')

#### serial TV
- 1955-1956: Screen Directors Playhouse (czas jednego odcinka 30': 3 odcinki)

### aktor
Jako aktor pracował zaledwie 7 lat (1912-1918). Zestawienie nie zawiera tych filmów, w których Borzage był jednocześnie reżyserem i aktorem.

#### krótkometrażowe
- 1912: On Secret Service (czas: 20'); When Lee Surrenders (20'); Blood Will Tell (obyczajowy)
- 1913: Blood Will Tell (30'); The Drummer of the 8th (28'); A Dixie Mother (22'); Dead Man's Shoes (10'); Pride of Lonesome (western); The Crimson Stain (32'); A Foreign Spy (11'); Granddad (29'); When the Prince Arrived (melodramat); A Woman's Stratagem (obyczajowy); The Gratitude of Wanda (17'); In the Toils (obyczajowy); Silent Heroes (wojenny); Loaded Dice (10'); The War Correspondent (obyczajowy); Days of '49 (11'); Retribution (western); A Cracksman Santa Claus (kryminał); A Hopi Legend (10')
- 1914: The Wheel of Life (obyczajowy); A New England Idyl (melodramat); A Romance of the Sea (20'); A Flash in the Dark (10'); Desert Gold (20'); The Silent Messenger (obyczajowy); The Geisha (20'); The Ambassador's Envoy (20'); Love's Western Flight (obyczajowy); A Tragedy of the Orient (20'); A Relic of Old Japan (20'); Claim Number Three (obyczajowy); A Romance of the Sawdust Ring (obyczajowy); Stacked Cards (obyczajowy); Parson Larkin's Wife (obyczajowy); The Right to Die; The Desperado (western); Nipped (20'); A Crook's Sweetheart (obyczajowy); A Romance of Old Holland (obyczajowy); The Panther (20'); In the Sage Brush Country (20')
- 1915: In the Land of the Otter (20'); The Girl Who Might Have Been (melodramat); The Mill by the Zuyder Zee (obyczajowy); In the Switch Tower (obyczajowy); The Fakir (obyczajowy); Molly of the Mountains (obyczajowy); The Disillusionment of Jane (obyczajowy); The Spark from the Embers (obyczajowy); Her Alibi (kryminał); The Scales of Justice (obyczajowy); The Tavern Keeper's Son (20'); The Secret of Lost River (20'); His Mother's Portrait (obyczajowy); Tools of Providence (20'); The Hammer (obyczajowy); Knight of the Trail (24'); A Child of the Surf (obyczajowy); A Friend in Need (komedia); Mixed Males (komedia); Alias James, Chauffeur (komedia); Touring with Tillie (komedia); One to the Minute (komedia); Her Adopted Father (komedia); Almost a Widow (komedia); Anita's Butterfly (komedia); Cupid Beats Father (komedia); Making Over Father (komedia); Nobody's Home (komedia); Two Hearts and a Thief (komedia); The Clean-Up (obyczajowy); The Cactus Blossom (western);
- 1916: Settled Out of Court (komedia); Mammy's Rose (obyczajowy); The Awakening (western); Realization (obyczajowy).

#### pełnometrażowe
- 1913: The Battle of Gettysburg (czas: 48')
- 1914: Samson (dramat); The Wrath of the Gods (56'); The Typhoon (obyczajowy)
- 1915: The Cup of Life (50'); Aloha Oe (50')
- 1916: Nietolerancja (163')
- 1917: A School for Husbands (50'); A Mormon Maid (68'); Wee Lady Betty (obyczajowy); Fear Not (50').